# Campeonato Femenino Sub-17 de la Concacaf de 2024
El Campeonato Femenino Sub-17 de la Concacaf de 2024 fue la VIII edición del torneo. Es el campeonato internacional bienal de fútbol juvenil organizado por Concacaf para los equipos nacionales sub-17 femeninos de la región de Norte, Centroamérica y el Caribe.
El torneo final se realizó por primera vez en México.
Los dos mejores equipos del torneo se clasificaron para la Copa Mundial Femenina de Fútbol Sub-17 de 2024 en República Dominicana, como representantes de CONCACAF. República Dominicana clasificó a la Copa Mundial en calidad de anfitriona.

## Clasificación
El Campeonato Femenino Sub-17 de la Concacaf de 2024 se compone de 2 fases. 
Los 2 mejores equipos en la Clasificación de Selecciones Femeninas Sub-17 de la CONCACAF (de septiembre de 2022) clasificarán de manera automática a la fase final. Los equipos restantes inscritos en la competición disputarán una fase preliminar: el ganador de cada grupo clasificará a la Fase final del campeonato que se disputará en México.

## Fase preliminar

### Sorteo preliminar
El sorteo preliminar se realizó el 6 de julio de 2023, en la sede de Concacaf, ubicada en Miami, Estados Unidos. Los 28 equipos que inicialmente ingresaron a la clasificación fueron divididos en seis grupos de cuatro o cinco equipos. Los bombos fueron ordenados de acuerdo a la Clasificación de Selecciones Femeninas Sub-17 de la CONCACAF.
| Bombo 1                                                 | Bombo 2                                                   | Bombo 3                                                          | Bombo 4                                                                                              | Bombo 5                                                       |
| ------------------------------------------------------- | --------------------------------------------------------- | ---------------------------------------------------------------- | --- | ------------------------------------------------------------- |
| Canadá Costa Rica Haití Jamaica Puerto Rico El Salvador | Trinidad y Tobago Guatemala Panamá Bermudas Honduras Cuba | Nicaragua San Cristóbal y Nieves Granada Curazao Guyana Barbados | Antigua y Barbuda Anguila Islas Vírgenes Estadounidenses Islas Turcas y Caicos Dominica Islas Caimán | San Vicente y las Granadinas Guadalupe Martinica Saint-Martin |

### Grupo A
| Equipo            | Pts | PJ | PG | PE | PP | GF | GC | Dif |
| ----------------- | --- | -- | -- | -- | -- | -- | -- | --- |
| El Salvador       | 9   | 3  | 3  | 0  | 0  | 25 | 0  | 25  |
| Trinidad y Tobago | 6   | 3  | 2  | 0  | 1  | 9  | 6  | 3   |
| Islas Caimán      | 3   | 3  | 1  | 0  | 2  | 1  | 16 | -15 |
| Curazao           | 0   | 3  | 0  | 0  | 3  | 0  | 13 | -13 |

| 26 de agosto de 2023 | El Salvador | 12:0    | Islas Caimán | Estadio Rignaal 'Jean' Francisca, Willemstad |  |
|                      | - Lino 10' - Medina 13', 49', 88' - Jurado 23' - Torres 33' - Brower 33' - Márquez 50', 86' - Portillo 53', 79' - Ramos 79' | Reporte |              |                                              |  |

| 27 de agosto de 2023 | Trinidad y Tobago                          | 5:0     | Curazao | Estadio Rignaal 'Jean' Francisca, Willemstad |  |
|                      | - Alexander 4', 17', 32', 47' - Gosine 36' | Reporte |         |                                              |  |

| 28 de agosto de 2023 | Islas Caimán | 0:4     | Trinidad y Tobago                                         | Estadio Rignaal 'Jean' Francisca, Willemstad |  |
|                      |              | Reporte | - Alexander 12' - Gosine 60' - Steele 88' - Salandy 90+1' |                                              |  |

| 29 de agosto de 2023 | Curazao | 0:7     | El Salvador                                                                          | Estadio Rignaal 'Jean' Francisca, Willemstad |  |
|                      |         | Reporte | - Carpio 9' - Diaz 45+2', 77' - Marquez 72' - Lino 81' - Jurado 90+2' - Torres 90+5' |                                              |  |

| 30 de agosto de 2023 | El Salvador                                           | 6:0     | Trinidad y Tobago | Estadio Rignaal 'Jean' Francisca, Willemstad |  |
|                      | - Medina 3', 6', 58', 79' - Brower 19' - Portillo 88' | Reporte |                   |                                              |  |

| 31 de agosto de 2023 | Curazao | 0:1     | Islas Caimán     | Estadio Rignaal 'Jean' Francisca, Willemstad |  |
|                      |         | Reporte | - Lamontagne 67' |                                              |  |

### Grupo B
| Equipo   | Pts | PJ | PG | PE | PP | GF | GC | Dif |
| -------- | --- | -- | -- | -- | -- | -- | -- | --- |
| Haití    | 6   | 2  | 2  | 0  | 0  | 18 | 0  | 18  |
| Cuba     | 3   | 2  | 1  | 0  | 1  | 6  | 6  | 0   |
| Barbados | 0   | 2  | 0  | 0  | 2  | 0  | 18 | -18 |

| 26 de agosto de 2023 | Cuba                                                               | 6:0     | Barbados | Estadio Olímpico Félix, Santo Domingo |  |
|                      | - Calvo 14' - Izaguirre 32', 49', 74' - Cordero 90' - Romero 90+3' | Reporte |          |                                       |  |

| 27 de agosto de 2023 | Barbados | 0:12    | Haití | Estadio Olímpico Félix, Santo Domingo |  |
|                      |          | Reporte | - Nazon 2', 42', 67' - Sainvilus 9' - Saindate 12', 40', 59' - Étienne 15', 25', 88' - Laguerre 16' - Murat 30' |                                       |  |

| 29 de agosto de 2023 | Cuba | 0:6     | Haití                                                           | Estadio Olímpico Félix, Santo Domingo |  |
|                      |      | Reporte | - Pierre 26' - Étienne 32', 66' - Nazon 36', 71' - Saindate 61' |                                       |  |

### Grupo C
| Equipo     | Pts | PJ | PG | PE | PP | GF | GC | Dif |
| ---------- | --- | -- | -- | -- | -- | -- | -- | --- |
| Costa Rica | 6   | 2  | 2  | 0  | 0  | 7  | 1  | 6   |
| Guatemala  | 0   | 2  | 0  | 0  | 2  | 1  | 7  | -6  |

| 27 de agosto de 2023 | Costa Rica | 2:0     | Guatemala | Complejo Deportivo FCRF-Plycem, Alajuela |  |
|                      |            | Reporte |           |                                          |  |

| 29 de agosto de 2023 | Guatemala | 1:5     | Costa Rica | Complejo Deportivo FCRF-Plycem, Alajuela |  |
|                      |           | Reporte |            |                                          |  |

### Grupo D
| Equipo                         | Pts | PJ | PG | PE | PP | GF | GC | Dif |
| ------------------------------ | --- | -- | -- | -- | -- | -- | -- | --- |
| Puerto Rico                    | 9   | 3  | 3  | 0  | 0  | 13 | 2  | 11  |
| Nicaragua                      | 4   | 3  | 1  | 1  | 1  | 12 | 3  | 9   |
| Honduras                       | 4   | 3  | 1  | 1  | 1  | 7  | 3  | 4   |
| Islas Vírgenes Estadounidenses | 0   | 3  | 0  | 0  | 3  | 0  | 24 | -24 |

| 25 de agosto de 2023 | Puerto Rico | 9:0     | Islas Vírgenes Estadounidenses | Estadio Olímpico Félix, Santo Domingo |  |
|                      |             | Reporte |                                |                                       |  |

| 26 de agosto de 2023 | Honduras | 1:1     | Nicaragua | Estadio Olímpico Félix, Santo Domingo |  |
|                      |          | Reporte |           |                                       |  |

| 27 de agosto de 2023 | Islas Vírgenes Estadounidenses | 0:5     | Honduras | Estadio Olímpico Félix, Santo Domingo |  |
|                      |                                | Reporte |          |                                       |  |

| 28 de agosto de 2023 | Nicaragua | 1:2     | Puerto Rico | Estadio Olímpico Félix, Santo Domingo |  |
|                      |           | Reporte |             |                                       |  |

| 29 de agosto de 2023 | Nicaragua | 10:0    | Islas Vírgenes Estadounidenses | Estadio Olímpico Félix, Santo Domingo |  |
|                      |           | Reporte |                                |                                       |  |

| 30 de agosto de 2023 | Puerto Rico | 2:1     | Honduras | Estadio Olímpico Félix, Santo Domingo |  |
|                      |             | Reporte |          |                                       |  |

### Grupo E
| Equipo  | Pts | PJ | PG | PE | PP | GF | GC | Dif |
| ------- | --- | -- | -- | -- | -- | -- | -- | --- |
| Panamá  | 4   | 2  | 1  | 1  | 0  | 2  | 1  | 1   |
| Jamaica | 1   | 2  | 0  | 1  | 1  | 1  | 2  | -1  |

| 26 de agosto de 2023 | Jamaica | 1:1     | Panamá | Parque Sabina, Kingston |  |
|                      |         | Reporte |        |                         |  |

| 27 de agosto de 2023 | Panamá | 1:0     | Jamaica | Parque Sabina, Kingston |  |
|                      |        | Reporte |         |                         |  |

### Grupo F
| Equipo   | Pts | PJ | PG | PE | PP | GF | GC | Dif |
| -------- | --- | -- | -- | -- | -- | -- | -- | --- |
| Canadá   | 6   | 2  | 2  | 0  | 0  | 30 | 0  | 30  |
| Bermudas | 3   | 2  | 1  | 0  | 1  | 4  | 10 | -6  |
| Dominica | 0   | 2  | 0  | 0  | 2  | 1  | 25 | -24 |

| 26 de agosto de 2023 | Canadá | 21:0    | Dominica | Estadio Olímpico Félix, Santo Domingo |  |
|                      |        | Reporte |          |                                       |  |

| 28 de agosto de 2023 | Dominica | 1:4     | Bermudas | Estadio Olímpico Félix, Santo Domingo |  |
|                      |          | Reporte |          |                                       |  |

| 30 de agosto de 2023 | Bermudas | 0:9     | Canadá | Estadio Olímpico Félix, Santo Domingo |  |
|                      |          | Reporte |        |                                       |  |

## Fase final
Los seis equipos ganadores de cada grupo de la fase preliminar, avanzaron a la fase final, donde se unieron a México y Estados Unidos quienes eran los dos mejores posicionados en la Clasificación de Selecciones Nacionales Femeninas Sub-17 de la CONCACAF.

### Equipos participantes
Participarán ocho selecciones nacionales de fútbol afiliadas a la Concacaf, divididas en dos grupos.
| Equipos participantes | Equipos participantes | Equipos participantes | Equipos participantes | Equipos participantes |
| --------------------- | --------------------- | --------------------- | --------------------- | --------------------- |
| Canadá                | El Salvador           | Haití                 | Panamá                |                       |
| Costa Rica            | Estados Unidos        | México                | Puerto Rico           |                       |

### Sorteo final
El sorteo final se realizó el día 3 de octubre de 2023 en Miami, Estados Unidos, sede de la CONCACAF. Los bombos fueron ordenados de acuerdo a la Clasificación de Selecciones Nacionales de la CONCACAF publicada en septiembre de 2023.
| Bombo 1               | Bombo 2      | Bombo 3                | Bombo 4            |
| --------------------- | ------------ | ---------------------- | ------------------ |
| México Estados Unidos | Canadá Haití | Costa Rica Puerto Rico | El Salvador Panamá |

### Sede
Los partidos se disputarán en el Campo 1 y Campo 2 de la instalaciones de la Federación Mexicana de Fútbol (FMF).
| Estado de México              |
| Federación Mexicana de Fútbol |

## Fase de grupos
- Todos los horarios corresponden a la hora local del Estado de México (UTC-6).

### Grupo A
| Selección   | Pts. | PJ | PG | PE | PP | GF | GC | DF |
| ----------- | ---- | -- | -- | -- | -- | -- | -- | -- |
| México      | 9    | 3  | 3  | 0  | 0  | 8  | 0  | +8 |
| Haití       | 6    | 3  | 2  | 0  | 1  | 7  | 8  | -1 |
| Costa Rica  | 1    | 3  | 0  | 1  | 2  | 3  | 5  | -2 |
| El Salvador | 1    | 3  | 0  | 1  | 2  | 5  | 10 | -5 |

| 1 de febrero de 2024 | Haití                 | 2:1 (1:0) | Costa Rica | Campo 1 - FMF, Toluca    |                          |
| 12:00                | L. Étienne 45+2', 60' | Reporte   | Ocampo 89' | Árbitra: Neressa Goldson | Árbitra: Neressa Goldson |

| 1 de febrero de 2024 | México                                  | 3:0 (1:0) | El Salvador | Campo 1 - FMF, Toluca |                     |
| 15:00                | - Fragoso 7', 61' (pen.) - Sandoval 57' | Reporte   |             | Árbitra: Anya Voigt   | Árbitra: Anya Voigt |

| 3 de febrero de 2024 | El Salvador                          | 3:5 (1:2) | Haití                                        | Campo 1 - FMF, Toluca  |                        |
| 12:00                | - H. Hernández 12', 90' - Torres 81' | Reporte   | - Désert 4' - L. Étienne 9', 77', 85', 90+2' | Árbitra: Kedeen Foster | Árbitra: Kedeen Foster |

| 3 de febrero de 2024 | Costa Rica | 0:1 (0:1) | México      | Campo 1 - FMF, Toluca        |                              |
| 15:00                |            | Reporte   | Sandoval 8' | Árbitra: Carly Shaw-MacLaren | Árbitra: Carly Shaw-MacLaren |

| 5 de febrero de 2024 | Costa Rica                          | 2:2 (2:2) | El Salvador                     | Campo 1 - FMF, Toluca    |                          |
| 12:00                | - Paniagua 14' (pen.) - Fonseca 42' | Reporte   | - Brower 30' - H. Hernández 33' | Árbitra: Janeishka Cabán | Árbitra: Janeishka Cabán |

| 5 de febrero de 2024 | México                                                             | 4:0 (1:0) | Haití | Campo 1 - FMF, Toluca |                       |
| 15:00                | - Sandoval 34' - Fragoso 54' - Sánchez 57' - Dj. Pierre 67' (a.g.) | Reporte   |       | Árbitra: Glenda López | Árbitra: Glenda López |

### Grupo B
| Selección      | Pts. | PJ | PG | PE | PP | GF | GC | DF  |
| -------------- | ---- | -- | -- | -- | -- | -- | -- | --- |
| Estados Unidos | 9    | 3  | 3  | 0  | 0  | 21 | 1  | +20 |
| Canadá         | 6    | 3  | 2  | 0  | 1  | 10 | 6  | +4  |
| Panamá         | 3    | 3  | 1  | 0  | 2  | 5  | 20 | -15 |
| Puerto Rico    | 0    | 3  | 0  | 0  | 3  | 3  | 12 | -9  |

| 2 de febrero de 2024 | Estados Unidos | 13:0 (7:0) | Panamá | Campo 2 - FMF, Toluca |                      |
| 12:00                | - Townes 8', 19' - Pfeiffer 16', 21', 35' (pen.) - Fuller 36', 42', 56', 66', 78' - McLanahan 68' - Hardeman 75' - Scott 80' | Reporte    |        | Árbitra: Deily Gómez  | Árbitra: Deily Gómez |

| 2 de febrero de 2024 | Canadá                                                 | 5:0 (4:0) | Puerto Rico | Campo 2 - FMF, Toluca  |                        |
| 15:00                | - A. Chukwu 10', 16', 24' - Tarasco 21' - Bianchin 74' | Reporte   |             | Árbitra: Vimarest Díaz | Árbitra: Vimarest Díaz |

| 4 de febrero de 2024 | Puerto Rico   | 1:3 (1:2) | Estados Unidos                                   | Campo 2 - FMF, Toluca    |                          |
| 12:00                | Maldonado 32' | Reporte   | - Helfrich 28' - Travers 31' (pen.) - Townes 67' | Árbitra: Neressa Goldson | Árbitra: Neressa Goldson |

| 4 de febrero de 2024 | Panamá      | 1:5 (0:2) | Canadá                                                                 | Campo 2 - FMF, Toluca    |                          |
| 15:00                | Onodera 83' | Reporte   | - Hunter 9' - Martin 20' - A. Chukwu 56' - Bianchin 71' - McLeod 90+4' | Árbitra: Suleimy Linares | Árbitra: Suleimy Linares |

| 6 de febrero de 2024 | Estados Unidos                                                      | 5:0 (1:0) | Canadá | Campo 2 - FMF, Toluca    |                          |
| 12:00                | - Barcenas 9' - Pfeiffer 51' - Powell 57' - Fuller 59' - Nguyen 73' | Reporte   |        | Árbitra: Amairany García | Árbitra: Amairany García |

| 6 de febrero de 2024 | Puerto Rico                  | 2:4 (1:2) | Panamá                                         | Campo 2 - FMF, Toluca      |                            |
| 15:00                | - Bengoa 9' - Bevilacqua 65' | Reporte   | - González 25' - Tejera 45', 75' - Onodera 49' | Árbitra: Shandor Wilkinson | Árbitra: Shandor Wilkinson |

## Fase de eliminatorias

### Cuadro de desarrollo
|  | Semifinales    | Semifinales    |              |   | Final | Final |
|  |                |                |              |   |       |       |
|  |                |                |              |   |       |       |
|  |                |                |              |   |       |       |
|  | México (t. s.) | 2              |              |   |       |       |
|  | México (t. s.) | 2              |              |   |       |       |
|  | Canadá         | 1              |              |   |       |       |
|  | Canadá         | 1              | México       | 0 |       |       |
|  |                |                | México       | 0 |       |       |
|  |                | Estados Unidos | 4            |   |       |       |
|  | Estados Unidos | Estados Unidos | 4            | 7 |       |       |
|  | Estados Unidos |                |              | 7 |       |       |
|  | Haití          | 1              |              |   |       |       |
|  | Haití          | 1              | Tercer lugar |   |       |       |
|  |                |                |              |   |       |       |
|  |                |                |              |   |       |       |
|  |                |                |              |   |       |       |
|  | Canadá         | 4              |              |   |       |       |
|  | Canadá         | 4              |              |   |       |       |
|  | Haití          | 1              |              |   |       |       |

### Semifinales
| 9 de febrero de 2024 | Estados Unidos                                                        | 7:1 (2:0) | Haití                 | Campo 1 - FMF, Toluca    |                          |
| 12:00                | - Townes 24' - Fuller 40', 48' - Pfeiffer 59' - Ascanio 83', 85', 87' | Reporte   | L. Étienne 78' (pen.) | Árbitra: Neressa Goldson | Árbitra: Neressa Goldson |

| 9 de febrero de 2024 | México                      | 2:1 (1:1, 1:0) (t. s.) | Canadá        | Campo 1 - FMF, Toluca |                      |
| 15:00                | - Montes 25' - Aguilar 101' | Reporte                | A. Chukwu 75' | Árbitra: Deily Gómez  | Árbitra: Deily Gómez |

### Tercer puesto
| 11 de febrero de 2024 | Canadá                                        | 4:1 (1:1) | Haití         | Campo 1 - FMF, Toluca    |                          |
| 12:00                 | - Hunter 45+3' (pen.), 46', 53' - Tarasco 51' | Reporte   | L. Étienne 7' | Árbitra: Amairany García | Árbitra: Amairany García |

### Final
| 11 de febrero de 2024 | México | 0:4 (0:3) | Estados Unidos                                                  | Campo 1 - FMF, Toluca  |                        |
| 15:00                 |        | Reporte   | - Townes 11' - Ascanio 23' - González 28' (a.g.) - Pfeiffer 62' | Árbitra: Vimarest Díaz | Árbitra: Vimarest Díaz |

|                                   |
| Bandera de Estados Unidos         |
| Campeón Estados Unidos 6.º título |

## Estadísticas

### Tabla general
| Equipo | Equipo         | Pts. | PJ | PG | PE | PP | GF | GC | Dif. |
| ------ | -------------- | ---- | -- | -- | -- | -- | -- | -- | ---- |
| 1      | Estados Unidos | 15   | 5  | 5  | 0  | 0  | 32 | 2  | +30  |
| 2      | México         | 12   | 5  | 4  | 0  | 1  | 10 | 5  | +5   |
| 3      | Canadá         | 9    | 5  | 5  | 0  | 2  | 15 | 9  | +6   |
| 4      | Haití          | 6    | 5  | 2  | 0  | 3  | 9  | 19 | -10  |
| 5      | Panamá         | 3    | 3  | 1  | 0  | 2  | 5  | 20 | -15  |
| 6      | Costa Rica     | 1    | 3  | 0  | 1  | 2  | 3  | 5  | -2   |
| 7      | El Salvador    | 1    | 3  | 0  | 1  | 2  | 5  | 10 | -5   |
| 8      | Puerto Rico    | 0    | 3  | 0  | 0  | 3  | 3  | 12 | -9   |

### Goleadoras
| Jugadora           | Selección      | Goles |
| ------------------ | -------------- | ----- |
| Kennedy Fuller     | Estados Unidos | 8     |
| Lourdjina Étienne  | Haití          | 8     |
| Alexandra Pfeiffer | Estados Unidos | 6     |
| Annabelle Chukwu   | Canadá         | 5     |
| Mya Townes         | Estados Unidos | 5     |
| Kimmi Ascanio      | Estados Unidos | 4     |
| Kaylee Hunter      | Canadá         | 4     |
| Abril Fragoso      | México         | 3     |
| Hailey Hernández   | El Salvador    | 3     |
| Dana Sandoval      | México         | 3     |

## Clasificados a laCopa Mundial Femenina Sub-17 de 2024
| Bandera de la República Dominicana | Bandera de Estados Unidos | Bandera de México |
| República Dominicana Anfitrión     | Estados Unidos            | México            |

## Premios
| Premio        |  | Jugadora          | Selección      |
| ------------- |  | ----------------- | -------------- |
| Balón de Oro  |  | Lourdjina Étienne | Haití          |
| Bota de Oro   |  | Kennedy Fuller    | Estados Unidos |
| Guante de Oro |  | Camila Vázquez    | México         |

| Premio                                |  | Selección      |
| ------------------------------------- |  | -------------- |
| Premio al Juego Limpio de la CONCACAF |  | Estados Unidos |